# Heiligenblut am Großglockner
Heiligenblut am Großglockner is een gemeente in de Oostenrijkse deelstaat Karinthië, gelegen in het district Spittal an der Drau. De gemeente heeft ongeveer 1200 inwoners.

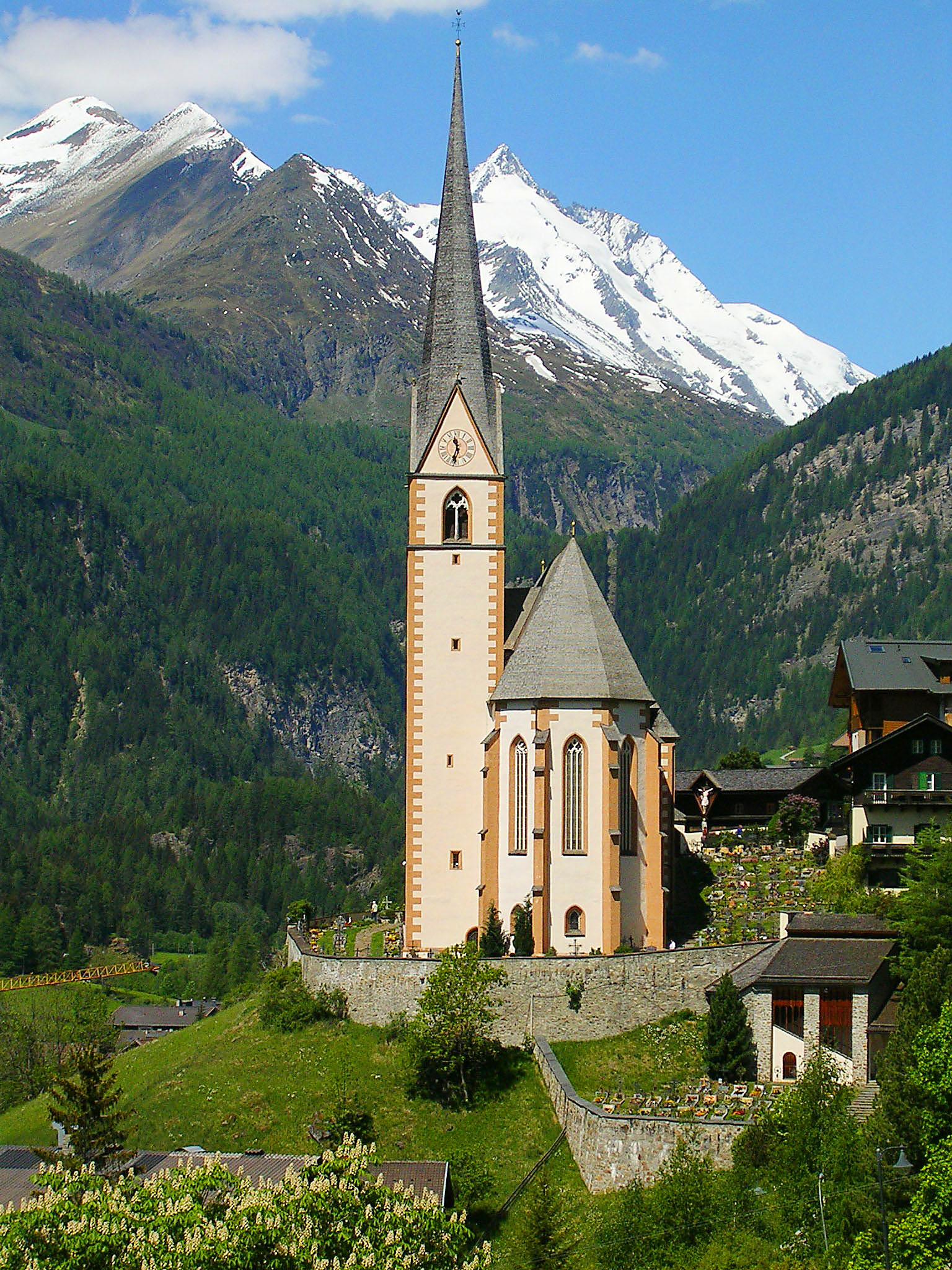
Kerk van Heiligenblut met Großglockner op de achtergrond.

De bedevaartkerk van Heiligenblut heeft een hoogaltaar (1520) van Michael Pacher.

## Geografie
Heiligenblut heeft een oppervlakte van 193,50 km². Het ligt in het zuiden van het land aan de voet van de Großglockner en is bekend omdat er de zuidelijke ingang van de Großglockner Hochalpenstraße te vinden is.

## Bezienswaardigheden
- Kaiser-Franz-Josefs-Höhe, panoramisch uitzichtspunt
- Pasterze, de grootste gletsjer van Oostenrijk

Bad Kleinkirchheim · Baldramsdorf · Berg im Drautal · Dellach im Drautal · Flattach · Gmünd in Kärnten · Greifenburg · Großkirchheim · Heiligenblut am Großglockner · Irschen · Kleblach-Lind · Krems in Kärnten · Lendorf im Drautal · Lurnfeld · Mallnitz · Malta in Kärnten · Millstatt am See · Mörtschach · Mühldorf · Oberdrauburg · Obervellach · Radenthein · Rangersdorf · Reißeck · Rennweg am Katschberg · Sachsenburg · Seeboden am Millstätter See · Spittal an der Drau (stad) · Stall · Steinfeld · Trebesing · Weissensee · Winklern
- Gemeinsame Normdatei: 4089190-2
- Library of Congress Control Number: n81134796
- Nationale Bibliotheek van Israël: 987007564499405171
- Virtual International Authority File: 149564424
- WorldCat: E39PBJpDH6jcMhPvYCwhQ3wHmd